# Parafia Wniebowzięcia Najświętszej Maryi Panny w Górze
Parafia Wniebowzięcia Najświętszej Maryi Panny w Górze – parafia rzymskokatolicka, znajdująca się w archidiecezji poznańskiej, w dekanacie boreckim.